# Cubières-sur-Cinoble

Cubières-sur-Cinoble este o comună în departamentul Aude din sudul Franței. În 1 ianuarie 2022 avea o populație de 81 de locuitori.